# Distenia mermudesi
Distenia mermudesi es una especie de escarabajo longicornio del género Distenia, categorizada en la tribu Disteniini, de la orden Coleoptera. Fue descrita por Santos-Silva & Hovore en 2007.

## Descripción
Mide 10,7-18,5 mm de longitud.

## Distribución
Se distribuye por Bolivia y Brasil.